# Famille Hugelin
La famille Hugelin est une famille strasbourgeoise qui s'est illustrée depuis le XVIIe siècle dans la fabrication de poterie, puis de poêles en faïence.

## Dynastie
Parmi ses membres les plus éminents figurent :
- Jean Adam Hugelin, né le 10 octobre 1709 à Strasbourg et mort le 10 janvier 1785 à Strasbourg, potier et céramiste poêlier ;
- François Joseph Hugelin, né le 20 mai 1765 à Strasbourg et mort le 5 juin 1792 à Strasbourg, potier de terre et faïencier-poêlier ;
- Victor Joseph Hugelin, né le 22 juillet 1820 à Strasbourg et mort le 21 mai 1884 à Strasbourg, faïencier-poêlier ;
- Victor François Hugelin, né le 4 octobre 1826 à Strasbourg et mort en septembre 1893, architecte ;
- Jean-Baptiste Ferdinand Hugelin, né le 2 août 1833 à Strasbourg, artiste peintre-verrier. Il travaille avec Baptiste Petit-Gérard et son fils Pierre à la restauration des vitraux de la cathédrale de Strasbourg. Il est mort en 1896.

## Réalisations

Poêles en faïence Hugelin
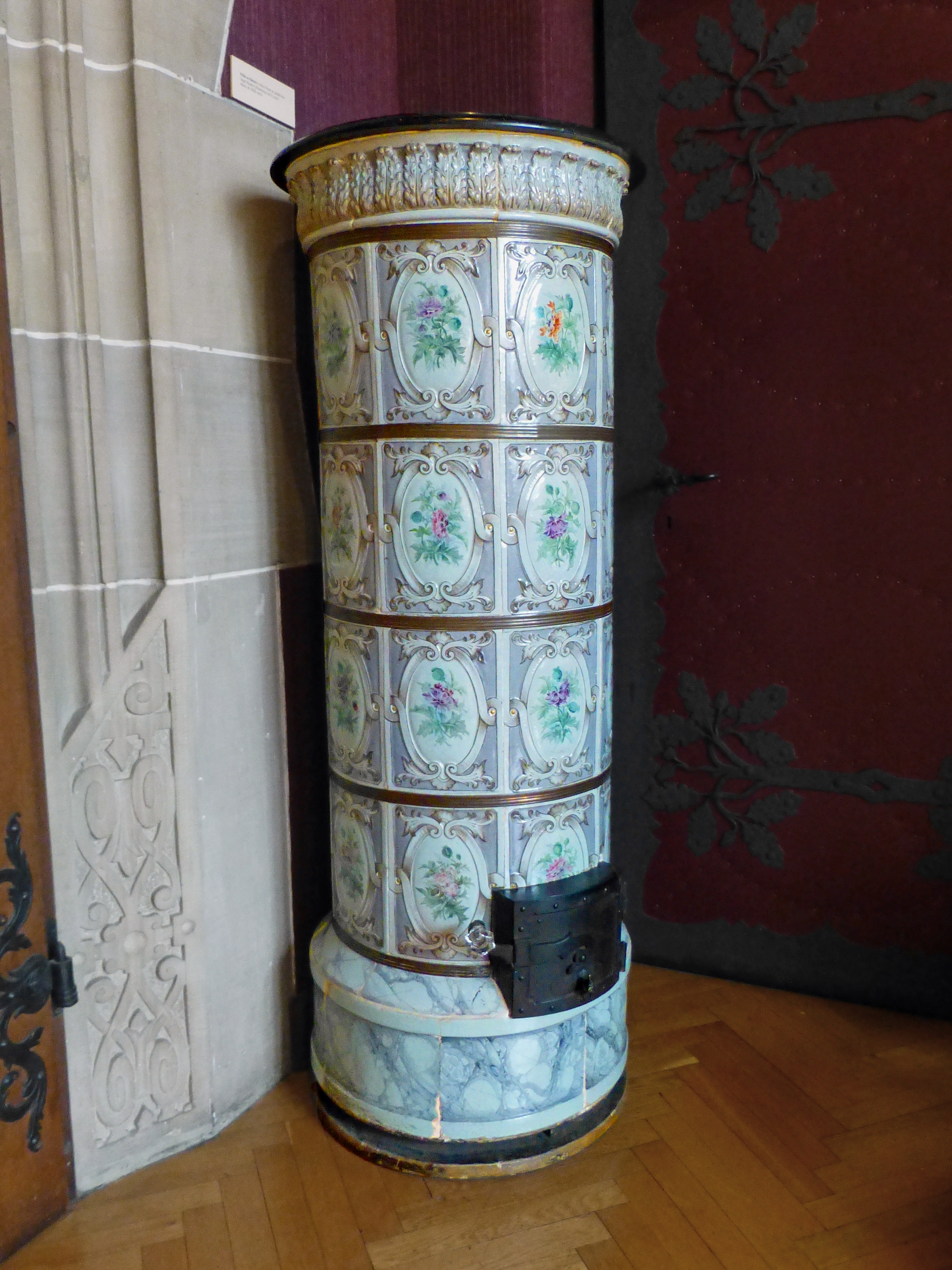
Milieu du XIXe siècle (Musée historique de Haguenau)
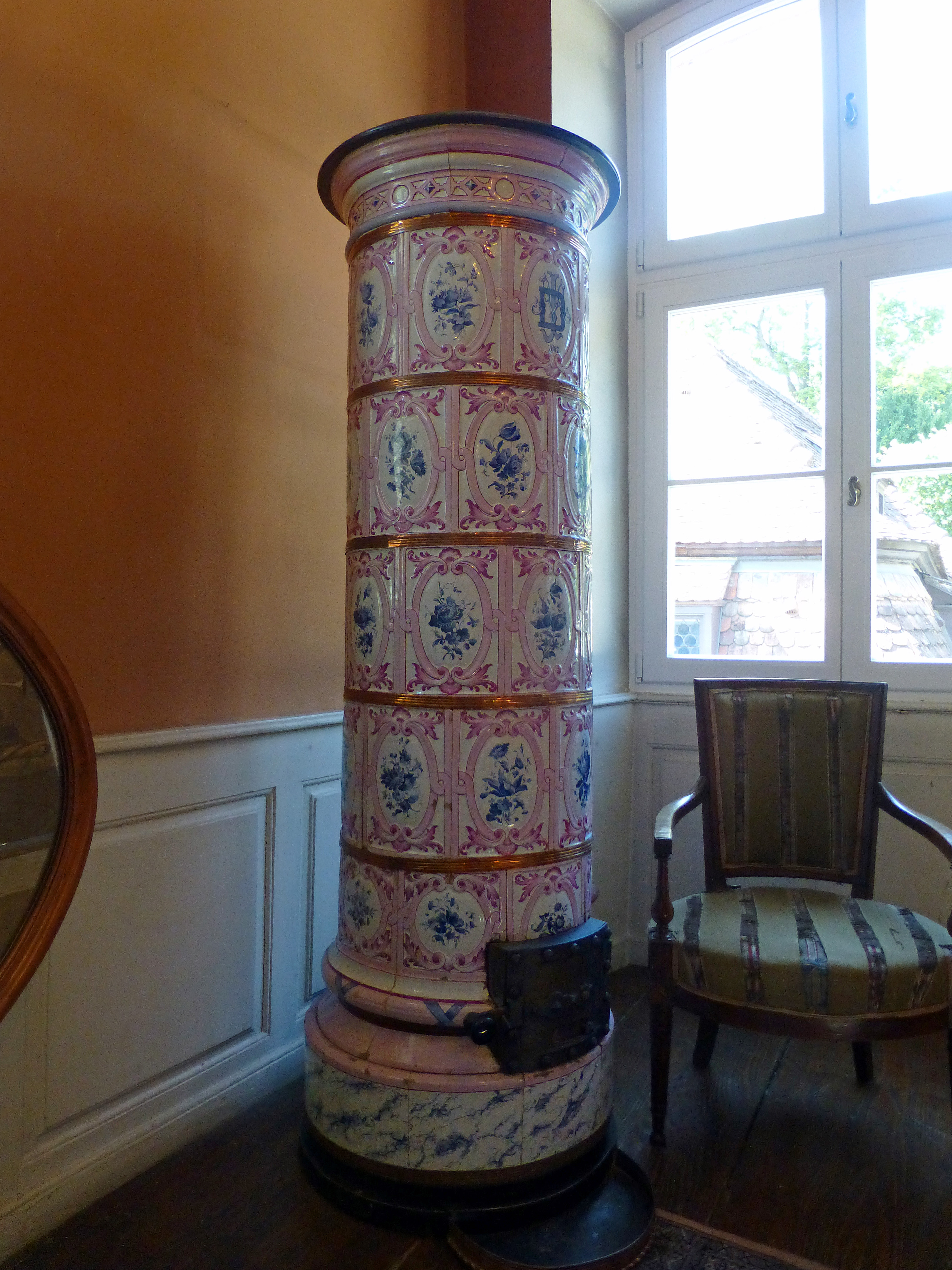
1887 (Musée de la Folie Marco[2])
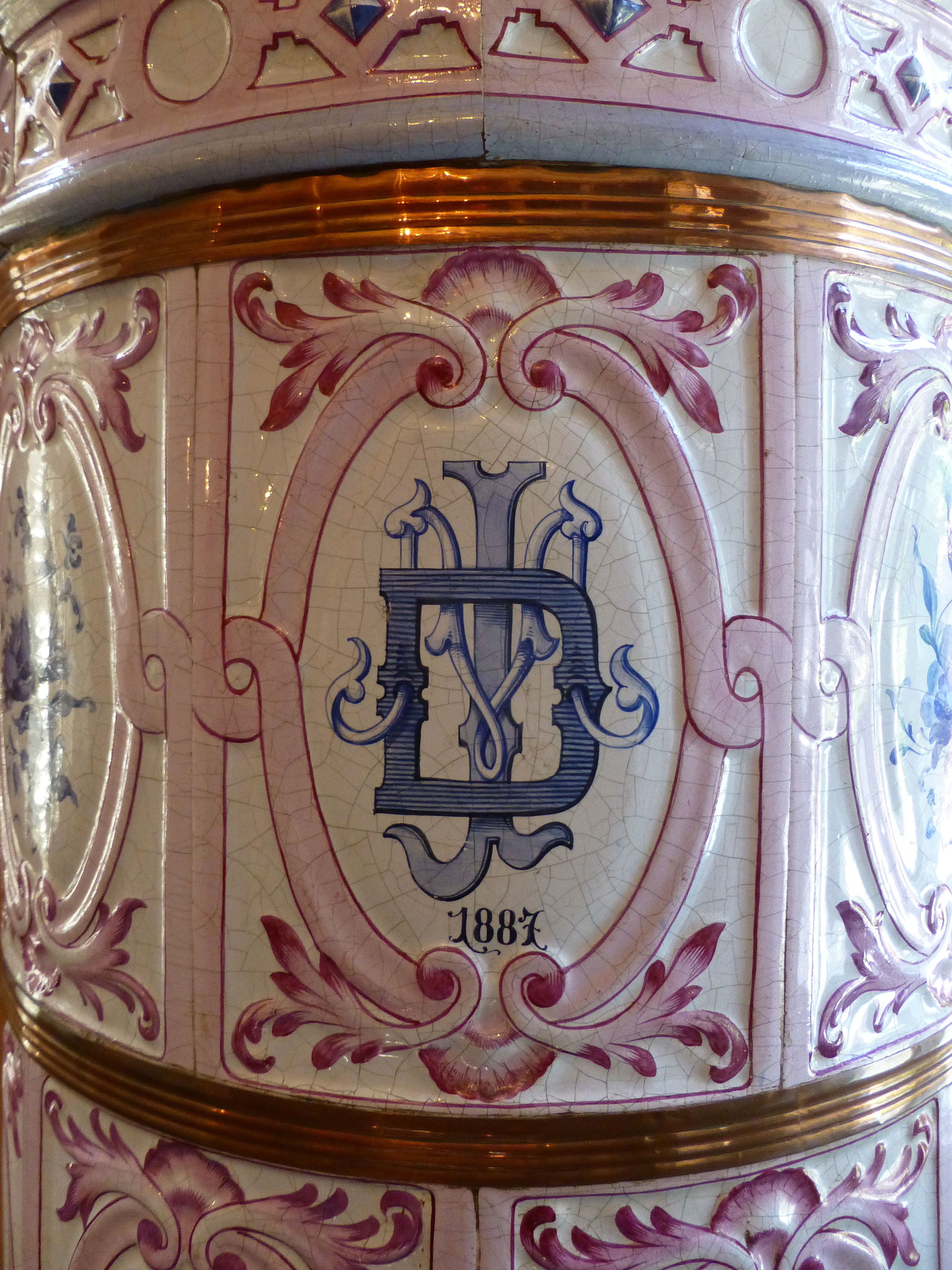
1887 (détail)

À Mulhouse, la villa Vaucher-Lacroix possède un poêle Hugelin, de même que le musée historique.

## Pour approfondir